# Bunuri mobile din domeniul științele naturii clasate în patrimoniul cultural național al României aflate în județul Galați
Acestă listă conține bunurile mobile din domeniul științele naturii clasate în Patrimoniul cultural național al României aflate la momentul clasării în județul Galați.

## Fond
| Foto | Informații generale                   | Detalii tehnice                                                                                              | Descriere | Deținător                                     | Legături |
| ---- | ------------------------------------- | --- | --- | --------------------------------------------- | -------- |
|      | Euplagia quadripunctaria (Poda 1761)  | Descoperit: jud. GALAȚI Dimensiuni: AA: 53 mm                                                                | Fluture cu activitate diurnă. Aripile anterioare cu benzi albe, aripile posterioare de culoare roșie cu puncte distincte negre.                                                                                           | Complexul Muzeal de Științele Naturii, Galați | Cimec    |
|      | Euplagia quadripunctaria (Poda 1761)  | Descoperit: jud. GALAȚI Dimensiuni: AA: 52 mm                                                                | Fluture cu activitate diurnă. Aripile anterioare cu benzi albe, aripile posterioare de culoare roșie cu puncte distincte negre.                                                                                           | Complexul Muzeal de Științele Naturii, Galați | Cimec    |
|      | Euplagia quadripunctaria (Poda 1761)  | Descoperit: jud. GALAȚI Dimensiuni: AA: 53 mm                                                                | Fluture cu activitate diurnă. Aripile anterioare cu benzi albe, aripile posterioare de culoare roșie cu puncte distincte negre.                                                                                           | Complexul Muzeal de Științele Naturii, Galați | Cimec    |
|      | Euplagia quadripunctaria (Poda 1761)  | Descoperit: jud. GALAȚI Dimensiuni: AA: 55 mm                                                                | Fluture cu activitate diurnă. Aripile anterioare cu benzi albe, aripile posterioare de culoare roșie cu puncte distincte negre.                                                                                           | Complexul Muzeal de Științele Naturii, Galați | Cimec    |
|      | Euplagia quadripunctaria (Poda 1761)  | Descoperit: jud. GALAȚI Dimensiuni: AA: 54 mm                                                                | Fluture cu activitate diurnă. Aripile anterioare cu benzi albe, aripile posterioare de culoare roșie cu puncte distincte negre.                                                                                           | Complexul Muzeal de Științele Naturii, Galați | Cimec    |
|      | Satyrium ilicis (Esper 1779)          | Descoperit: jud. GALAȚI Dimensiuni: AA: 30 mm                                                                | Pe fața dorsală aripile au colorit maro. Aripile posterioare se termină cu prelungiri subțiri asemănătoare unor codițe. Pe fata ventrală aripile au benzi albe și puncte portocalii roșcate, flancate de mici pete negre. | Complexul Muzeal de Științele Naturii, Galați | Cimec    |
|      | Satyrium ilicis (Esper 1779)          | Descoperit: jud. GALAȚI Dimensiuni: AA:34 mm                                                                 | Pe fața dorsală aripile au colorit maro. Aripile posterioare se termină cu prelungiri subțiri asemănătoare unor codițe. Pe fata ventrală aripile au benzi albe și puncte portocalii roșcate, flancate de mici pete negre. | Complexul Muzeal de Științele Naturii, Galați | Cimec    |
|      | Satyrium ilicis (Esper 1779)          | Descoperit: jud. GALAȚI Dimensiuni: AA: 27 mm                                                                | Pe fața dorsală aripile au colorit maro. Aripile posterioare se termină cu prelungiri subțiri asemănătoare unor codițe. Pe fata ventrală aripile au benzi albe și puncte portocalii roșcate, flancate de mici pete negre. | Complexul Muzeal de Științele Naturii, Galați | Cimec    |
|      | Satyrium ilicis (Esper 1779)          | Descoperit: jud. GALAȚI Dimensiuni: AA:32 mm                                                                 | Pe fața dorsală aripile au colorit maro. Aripile posterioare se termină cu prelungiri subțiri asemănătoare unor codițe. Pe fata ventrală aripile au benzi albe și puncte portocalii roșcate, flancate de mici pete negre. | Complexul Muzeal de Științele Naturii, Galați | Cimec    |
|      | Satyrium ilicis (Esper 1779)          | Descoperit: jud. GALAȚI Dimensiuni: AA: 32 mm                                                                | Pe fața dorsală aripile au colorit maro. Aripile posterioare se termină cu prelungiri subțiri asemănătoare unor codițe. Pe fata ventrală aripile au benzi albe și puncte portocalii roșcate, flancate de mici pete negre. | Complexul Muzeal de Științele Naturii, Galați | Cimec    |
|      | Satyrium ilicis (Esper 1779)          | Descoperit: jud. GALAȚI Dimensiuni: AA:30 mm                                                                 | Pe fața dorsală aripile au colorit maro. Aripile posterioare se termină cu prelungiri subțiri asemănătoare unor codițe. Pe fata ventrală aripile au benzi albe și puncte portocalii roșcate, flancate de mici pete negre. | Complexul Muzeal de Științele Naturii, Galați | Cimec    |
|      | Satyrium ilicis (Esper 1779)          | Descoperit: jud. GALAȚI Dimensiuni: AA:30 mm                                                                 | Pe fața dorsală aripile au colorit maro. Aripile posterioare se termină cu prelungiri subțiri asemănătoare unor codițe. Pe fata ventrală aripile au benzi albe și puncte portocalii roșcate, flancate de mici pete negre. | Complexul Muzeal de Științele Naturii, Galați | Cimec    |
|      | Papilio machaon (Linnaeus 1758)       | Descoperit: jud. TULCEA, CARAORMAN Dimensiuni: AA: 78 mm                                                     | Fluture de zi, aripile de culoare galbenă cu desene negre. Colorit inconfundabil cu al altei specii. Aripile posterioare au câte o prelungire sub forma de codiță.                                                        | Complexul Muzeal de Științele Naturii, Galați | Cimec    |
|      | Papilio machaon (Linnaeus 1758)       | Descoperit: jud. TULCEA, CARAORMAN Dimensiuni: AA: 75 mm                                                     | Fluture de zi, aripile de culoare galbenă cu desene negre. Colorit inconfundabil cu al altei specii. Aripile posterioare au câte o prelungire sub forma de codiță.                                                        | Complexul Muzeal de Științele Naturii, Galați | Cimec    |
|      | Papilio machaon (Linnaeus 1758)       | Descoperit: jud. TULCEA, LETEA Dimensiuni: AA: 77 mm                                                         | Fluture de zi, aripile de culoare galbenă cu desene negre. Colorit inconfundabil cu al altei specii. Aripile posterioare au câte o prelungire sub forma de codiță.                                                        | Complexul Muzeal de Științele Naturii, Galați | Cimec    |
|      | Parnassius apollo (Linnaeus 1758)     | Dimensiuni: AA:78 mm                                                                                         | Fluture cu aripile de culoare albă, cu pete negre și cu câte un punct roșu pe aripile posterioare. | Complexul Muzeal de Științele Naturii, Galați | Cimec    |
|      | Parnassius apollo (Linnaeus 1758)     | Dimensiuni: AA: 82 mm                                                                                        | Fluture cu aripile de culoare albă, cu pete negre și cu câte un punct roșu pe aripile posterioare. | Complexul Muzeal de Științele Naturii, Galați | Cimec    |
|      | Iphiclides podalirius (Linnaeus 1758) | Descoperit: jud. TULCEA, LETEA Dimensiuni: AA: 70 mm                                                         | Fluture de zi. Aripile au fond alb gălbui cu benzi negre dispuse transversal. Aripile posterioare au câte o prelungire sub formă de codiță.                                                                               | Complexul Muzeal de Științele Naturii, Galați | Cimec    |
|      | Euplagia quadripunctaria (Poda 1761)  | Descoperit: jud. GALAȚI Dimensiuni: AA:59 mm                                                                 | Fluture cu activitate diurnă. Aripile anterioare cu benzi albe, aripile posterioare de culoare roșie cu puncte distincte negre.                                                                                           | Complexul Muzeal de Științele Naturii, Galați | Cimec    |
|      | Heteropterus morpheus (Pallas 1771)   | Descoperit: jud. TULCEA, CARAORMAN Dimensiuni: AA: 30 mm                                                     | Pe fata dorsală, aripile sunt de culoare brun negricioasă, cu câteva pete mici alb gălbui spre vârf. Pe fața ventrală, aripile au pe fond galben, pete albe tivite cu negru.                                              | Complexul Muzeal de Științele Naturii, Galați | Cimec    |
|      | Heteropterus morpheus (Pallas 1771)   | Descoperit: jud. TULCEA, CARAORMAN Dimensiuni: AA: 32 mm                                                     | Pe fata dorsală, aripile sunt de culoare brun negricioasă, cu câteva pete mici alb gălbui spre vârf. Pe fața ventrală, aripile au pe fond galben, pete albe tivite cu negru.                                              | Complexul Muzeal de Științele Naturii, Galați | Cimec    |
|      | Heteropterus morpheus (Pallas 1771)   | Descoperit: jud. TULCEA, CARAORMAN Dimensiuni: AA: 31 mm                                                     | Pe fata dorsală, aripile sunt de culoare brun negricioasă, cu câteva pete mici alb gălbui spre vârf. Pe fața ventrală, aripile au pe fond galben, pete albe tivite cu negru.                                              | Complexul Muzeal de Științele Naturii, Galați | Cimec    |
|      | Papilio machaon (Linnaeus 1758)       | Descoperit: jud. TULCEA, LETEA Dimensiuni: AA: 76 mm                                                         | Fluture de zi, aripile de culoare galbenă cu desene negre. Colorit inconfundabil cu al altei specii. Aripile posterioare au câte o prelungire sub forma de codiță.                                                        | Complexul Muzeal de Științele Naturii, Galați | Cimec    |
|      | Papilio machaon (Linnaeus 1758)       | Descoperit: jud. GALAȚI Dimensiuni: AA:77 mm                                                                 | Fluture de zi, aripile de culoare galbenă cu desene negre. Colorit inconfundabil cu al altei specii. Aripile posterioare au câte o prelungire sub forma de codiță.                                                        | Complexul Muzeal de Științele Naturii, Galați | Cimec    |
|      | Iphiclides podalirius (Linnaeus 1758) | Descoperit: jud. GALAȚI Dimensiuni: AA: 77 mm                                                                | Fluture de zi. Aripile au fond alb gălbui cu benzi negre dispuse transversal. Aripile posterioare au câte o prelungire sub formă de codiță.                                                                               | Complexul Muzeal de Științele Naturii, Galați | Cimec    |
|      | Iphiclides podalirius (Linnaeus 1758) | Descoperit: jud. GALAȚI Dimensiuni: AA: 70 mm                                                                | Fluture de zi. Aripile au fond alb gălbui cu benzi negre dispuse transversal. Aripile posterioare au câte o prelungire sub formă de codiță.                                                                               | Complexul Muzeal de Științele Naturii, Galați | Cimec    |
|      | Iphiclides podalirius (Linnaeus 1758) | Descoperit: jud. GALAȚI Dimensiuni: AA: 76 mm                                                                | Fluture de zi. Aripile au fond alb gălbui cu benzi negre dispuse transversal. Aripile posterioare au câte o prelungire sub formă de codiță.                                                                               | Complexul Muzeal de Științele Naturii, Galați | Cimec    |
|      | Iphiclides podalirius (Linnaeus 1758) | Descoperit: jud. GALAȚI Dimensiuni: AA;69 mm                                                                 | Fluture de zi. Aripile au fond alb gălbui cu benzi negre dispuse transversal. Aripile posterioare au câte o prelungire sub formă de codiță.                                                                               | Complexul Muzeal de Științele Naturii, Galați | Cimec    |
|      | Iphiclides podalirius (Linnaeus 1758) | Descoperit: jud. TULCEA, CARAORMAN Dimensiuni: AA: 75 mm                                                     | Fluture de zi. Aripile au fond alb gălbui cu benzi negre dispuse transversal. Aripile posterioare au câte o prelungire sub formă de codiță.                                                                               | Complexul Muzeal de Științele Naturii, Galați | Cimec    |
|      | Parnassius apollo Linnaeus, 1758      | Descoperit: Muntii Arama Dimensiuni: AA: 85 mm                                                               | Fluture cu aripile de culoare albă, cu pete negre și cu cate un punct roșu pe aripile posterioare. | Complexul Muzeal de Științele Naturii, Galați | Cimec    |
|      | Parnassius apollo Linnaeus, 1758      | Descoperit: Muntii Arama Dimensiuni: AA: 90 mm                                                               | Fluture cu aripile de culoare albă, cu pete negre și cu cate un punct roșu pe aripile posterioare. | Complexul Muzeal de Științele Naturii, Galați | Cimec    |
|      | Parnassius apollo Linnaeus, 1758      | Descoperit: Muntii Arama Dimensiuni: AA: 85 mm                                                               | Fluture cu aripile de culoare albă, cu pete negre și cu cate un punct roșu pe aripile posterioare. | Complexul Muzeal de Științele Naturii, Galați | Cimec    |
|      | Parnassius apollo Linnaeus, 1758      | Descoperit: Muntii Arama Dimensiuni: AA; 91 mm                                                               | Fluture cu aripile de culoare albă, cu pete negre și cu cate un punct roșu pe aripile posterioare. | Complexul Muzeal de Științele Naturii, Galați | Cimec    |
|      | Parnassius apollo Linnaeus, 1758      | Descoperit: Muntii Arama Dimensiuni: AA; 91 mm                                                               | Fluture cu aripile de culoare albă, cu pete negre și cu cate un punct roșu pe aripile posterioare. | Complexul Muzeal de Științele Naturii, Galați | Cimec    |
|      | Parnassius apollo Linnaeus, 1758      | Descoperit: Muntii Arama Dimensiuni: AA: 80 mm                                                               | Fluture cu aripile de culoare albă, cu pete negre și cu cate un punct roșu pe aripile posterioare. | Complexul Muzeal de Științele Naturii, Galați | Cimec    |
|      | Podiceps cristatus; Linnaeus 1758     | Descoperit: jud. TULCEA, Ghiol Căciulați, Delta Dunării Dimensiuni: L=55,60 mm; D=36,39 mm.                  | Ou de formă ovală, alungit; coaja este calcaroasă, de culoare albă, care în timp devine roșu-portocaliu spre maroniu. Ponta este formată din 1-6 ouă.                                                                     | Complexul Muzeal de Științele Naturii, Galați | Cimec    |
|      | Podiceps cristatus; Linnaeus 1758     | Descoperit: jud. TULCEA, Ghiol Căciulați, Delta Dunării Dimensiuni: L=55,60 mm; D=36,39 mm.                  | Ou de formă ovală, alungit; coaja este calcaroasă, de culoare albă, care în timp devine roșu-portocaliu spre maroniu. Ponta este formată din 1-6 ouă.                                                                     | Complexul Muzeal de Științele Naturii, Galați | Cimec    |
|      | Podiceps cristatus; Linnaeus 1758     | Descoperit: jud. TULCEA, Ghiol Căciulați, Delta Dunării Dimensiuni: L=55,50 mm; D=35,15 mm.                  | Ou de formă ovală, alungit; coaja este calcaroasă, de culoare albă, care în timp devine roșu-portocaliu spre maroniu. Ponta este formată din 1-6 ouă.                                                                     | Complexul Muzeal de Științele Naturii, Galați | Cimec    |
|      | Podiceps cristatus; Linnaeus 1758     | Descoperit: jud. TULCEA, Ghiol Căciulați, Delta Dunării Dimensiuni: L=57,98 mm; D=35,23 mm.                  | Ou de formă ovală, alungit; coaja este calcaroasă, de culoare albă, care în timp devine roșu-portocaliu spre maroniu. Ponta este formată din 1-6 ouă.                                                                     | Complexul Muzeal de Științele Naturii, Galați | Cimec    |
|      | Podiceps cristatus; Linnaeus 1758     | Descoperit: jud. TULCEA, Ghiol Căciulați, Delta Dunării Dimensiuni: L=52,72 mm; D=33,82 mm.                  | Ou de formă ovală, alungit; coaja este calcaroasă, de culoare albă, care în timp devine roșu-portocaliu spre maroniu. Ponta este formată din 1-6 ouă.                                                                     | Complexul Muzeal de Științele Naturii, Galați | Cimec    |
|      | Podiceps cristatus; Linnaeus 1758     | Descoperit: jud. TULCEA, Ghiol Babina, Delta Dunării Dimensiuni: L=54,96 mm; D=37,59 mm.                     | Ou de formă ovală, alungit; coaja este calcaroasă, de culoare albă, care în timp devine roșu-portocaliu spre maroniu. Ponta este formată din 1-6 ouă.                                                                     | Complexul Muzeal de Științele Naturii, Galați | Cimec    |
|      | Podiceps cristatus; Linnaeus 1758     | Descoperit: jud. TULCEA, Ghiol Babina, Delta Dunării Dimensiuni: L=54,96 mm; D=37,57 mm.                     | Ou de formă ovală, alungit; coaja este calcaroasă, de culoare albă, care în timp devine roșu-portocaliu spre maroniu. Ponta este formată din 1-6 ouă.                                                                     | Complexul Muzeal de Științele Naturii, Galați | Cimec    |
|      | Podiceps cristatus; Linnaeus 1758     | Descoperit: jud. TULCEA, Obretinul Mare, Delta Dunării Dimensiuni: L=57,06 mm; D=37,33 mm.                   | Ou de formă ovală, alungit; coaja este calcaroasă, de culoare albă, care în timp devine roșu-portocaliu spre maroniu. Ponta este formată din 1-6 ouă.                                                                     | Complexul Muzeal de Științele Naturii, Galați | Cimec    |
|      | Podiceps cristatus; Linnaeus 1758     | Descoperit: jud. TULCEA, Obretinul Mare, Delta Dunării Dimensiuni: L=56,03 mm; D=36,01 mm.                   | Ou de formă ovală, alungit; coaja este calcaroasă, de culoare albă, care în timp devine roșu-portocaliu spre maroniu. Ponta este formată din 1-6 ouă.                                                                     | Complexul Muzeal de Științele Naturii, Galați | Cimec    |
|      | Podiceps cristatus; Linnaeus 1758     | Descoperit: jud. TULCEA, Delta Dunării Dimensiuni: L=67,42 mm; D=38,65 mm.                                   | Ou de formă ovală, alungit; coaja este calcaroasă, de culoare albă, care în timp devine roșu-portocaliu spre maroniu. Ponta este formată din 1-6 ouă.                                                                     | Complexul Muzeal de Științele Naturii, Galați | Cimec    |
|      | Podiceps cristatus; Linnaeus 1758     | Descoperit: jud. TULCEA, Ghiol Căciulați, Delta Dunării Dimensiuni: L=56,28 mm; D=35,58 mm.                  | Ou de formă ovală, alungit; coaja este calcaroasă, de culoare albă, care în timp devine roșu-portocaliu spre maroniu. Ponta este formată din 1-6 ouă.                                                                     | Complexul Muzeal de Științele Naturii, Galați | Cimec    |
|      | Podiceps grisegena; Boddaert 1783     | Descoperit: jud. BRĂILA, Brăila Dimensiuni: L=43,55 mm; D=27,93 mm.                                          | Ou de formă ovoidă, mai ascuțit la un capăt; coaja este calcaroasă, de culoare albă, care în timpul incubației are un aspect zgâriat. Ponta este formată din 4-5 ouă.                                                     | Complexul Muzeal de Științele Naturii, Galați | Cimec    |
|      | Podiceps grisegena; Boddaert 1783     | Descoperit: jud. BRĂILA, Brăila Dimensiuni: L=42,52 mm; D=28,56 mm.                                          | Ou de formă ovoidă, mai ascuțit la un capăt; coaja este calcaroasă, de culoare albă, care în timpul incubației are un aspect zgâriat. Ponta este formată din 4-5 ouă.                                                     | Complexul Muzeal de Științele Naturii, Galați | Cimec    |
|      | Ardea cinerea; Linnaeus 1758          | Descoperit: jud. ILFOV, com. CERNICA, CERNICA, Balta Cernica Dimensiuni: L=58,48 mm; D=40,41 mm.             | Ou de formă ovală, alungit, cu capetele ușor ascuțite; coaja este mată, de culoare verde-albastru, iar în timpul incubației devine albă. Ponta este formată din 3-5 ouă.                                                  | Complexul Muzeal de Științele Naturii, Galați | Cimec    |
|      | Ardea cinerea; Linnaeus 1758          | Descoperit: jud. ILFOV, com. CERNICA, CERNICA, Balta Cernica Dimensiuni: L=58,48 mm; D=40,41 mm.             | Ou de formă ovală, alungit, cu capetele ușor ascuțite; coaja este mată, de culoare verde-albastru, iar în timpul incubației devine albă. Ponta este formată din 3-5 ouă.                                                  | Complexul Muzeal de Științele Naturii, Galați | Cimec    |
|      | Ciconia ciconia; Linnaeus 1758        | Descoperit: jud. BUZĂU (actual județul Prahova), Grădiște Dimensiuni: L=72,39 mm; D=53,13 mm.                | Ou de dimensiuni variabile; coaja cu aspect calcaros, de culoare albă. Ponta este formată din 4 ouă. | Complexul Muzeal de Științele Naturii, Galați | Cimec    |
|      | Ciconia ciconia; Linnaeus 1758        | Descoperit: jud. Tulcea, UZLINA, Delta Dunării Dimensiuni: L=73,35 mm; D=51,53 mm.                           | Ou de dimensiuni variabile; coaja cu aspect calcaros, de culoare albă. Ponta este formată din 4 ouă. | Complexul Muzeal de Științele Naturii, Galați | Cimec    |
|      | Ciconia ciconia; Linnaeus 1758        | Descoperit: jud. Tulcea, UZLINA, Delta Dunării Dimensiuni: L=76,29 mm; D=51,72 mm.                           | Ou de dimensiuni variabile; coaja cu aspect calcaros, de culoare albă. Ponta este formată din 4 ouă. | Complexul Muzeal de Științele Naturii, Galați | Cimec    |
|      | Ciconia ciconia; Linnaeus 1758        | Descoperit: jud. GIURGIU, com. COMANA, COMANA Dimensiuni: L=72,70 mm; D=55,99 mm.                            | Ou de dimensiuni variabile; coaja cu aspect calcaros, de culoare albă. Ponta este formată din 4 ouă. | Complexul Muzeal de Științele Naturii, Galați | Cimec    |
|      | Ciconia ciconia; Linnaeus 1758        | Descoperit: jud. GIURGIU, com. COMANA, COMANA Dimensiuni: L=75,61 mm; D=56,67 mm.                            | Ou de dimensiuni variabile; coaja cu aspect calcaros, de culoare albă. Ponta este formată din 4 ouă. | Complexul Muzeal de Științele Naturii, Galați | Cimec    |
|      | Ciconia ciconia; Linnaeus 1758        | Descoperit: jud. GIURGIU, com. COMANA, COMANA Dimensiuni: L=73,23 mm, D=55,33 mm.                            | Ou de dimensiuni variabile; coaja cu aspect calcaros, de culoare albă. Ponta este formată din 4 ouă. | Complexul Muzeal de Științele Naturii, Galați | Cimec    |
|      | Ciconia ciconia; Linnaeus 1758        | Descoperit: jud. GIURGIU, com. COMANA, COMANA Dimensiuni: L=76,84 mm; D=57,16 mm.                            | Ou de dimensiuni variabile; coaja cu aspect calcaros, de culoare albă. Ponta este formată din 4 ouă. | Complexul Muzeal de Științele Naturii, Galați | Cimec    |
|      | Ciconia ciconia; Linnaeus 1758        | Descoperit: jud. GIURGIU, com. COMANA, COMANA Dimensiuni: L=76,84 mm; D=57,16 mm.                            | Ou de dimensiuni variabile; coaja cu aspect calcaros, de culoare albă. Ponta este formată din 4 ouă. | Complexul Muzeal de Științele Naturii, Galați | Cimec    |
|      | Anas platyrhynchos; Linnaeus 1758     | Descoperit: Purcari - Cetatea Albă, Ucraina Dimensiuni: L=54,46 mm; D=41,32 mm                               | Ou de formă ovală, ușor ascuțit la un capăt; coaja este de culoare gri-verde, uneori cu nuanțe albăstrui. Ponta este formată din 9-13 ouă.                                                                                | Complexul Muzeal de Științele Naturii, Galați | Cimec    |
|      | Anas platyrhynchos; Linnaeus 1758     | Descoperit: jud. TULCEA, MILA 23, Delta Dunării Dimensiuni: L=58,00 mm; D=41,10 mm.                          | Ou de formă ovală, ușor ascuțit la un capăt; coaja este de culoare gri-verde, uneori cu nuanțe albăstrui. Ponta este formată din 9-13 ouă.                                                                                | Complexul Muzeal de Științele Naturii, Galați | Cimec    |
|      | Anas platyrhynchos; Linnaeus 1758     | Descoperit: jud. TULCEA, MILA 23, Delta Dunării Dimensiuni: L=61,83 mm; D=41,85 mm.                          | Ou de formă ovală, ușor ascuțit la un capăt; coaja este de culoare gri-verde, uneori cu nuanțe albăstrui. Ponta este formată din 9-13 ouă.                                                                                | Complexul Muzeal de Științele Naturii, Galați | Cimec    |
|      | Anas platyrhynchos; Linnaeus 1758     | Descoperit: jud. TULCEA, MILA 23, Delta Dunării Dimensiuni: L=59,25 mm; D=41,14 mm.                          | Ou de formă ovală, ușor ascuțit la un capăt; coaja este de culoare gri-verde, uneori cu nuanțe albăstrui. Ponta este formată din 9-13 ouă.                                                                                | Complexul Muzeal de Științele Naturii, Galați | Cimec    |
|      | Anas platyrhynchos; Linnaeus 1758     | Descoperit: jud. TULCEA, MILA 23, Delta Dunării Dimensiuni: L=59,33 mm; D=39,48 mm.                          | Ou de formă ovală, ușor ascuțit la un capăt; coaja este de culoare gri-verde, uneori cu nuanțe albăstrui. Ponta este formată din 9-13 ouă.                                                                                | Complexul Muzeal de Științele Naturii, Galați | Cimec    |
|      | Netta rufina; Pallas 1773             | Descoperit: jud. TULCEA, Ghiol Căciulați Dimensiuni: L=55,52 mm; D=39,48 mm.                                 | Ou de formă ovală, cu capetele rotunjite; coaja este de culoare cenușie, uneori ușor verzuie. Ponta este formată din 8-10 ouă.                                                                                            | Complexul Muzeal de Științele Naturii, Galați | Cimec    |
|      | Netta rufina; Pallas 1773             | Descoperit: jud. TULCEA, Ghiol Căciulați Dimensiuni: L=57,20 mm; D=38,96 mm.                                 | Ou de formă ovală, cu capetele rotunjite; coaja este de culoare cenușie, uneori ușor verzuie. Ponta este formată din 8-10 ouă.                                                                                            | Complexul Muzeal de Științele Naturii, Galați | Cimec    |
|      | Netta rufina; Pallas 1773             | Descoperit: jud. TULCEA, Ghiol Căciulați Dimensiuni: L=56,88 mm; D=40,91 mm.                                 | Ou de formă ovală, cu capetele rotunjite; coaja este de culoare cenușie, uneori ușor verzuie. Ponta este formată din 8-10 ouă.                                                                                            | Complexul Muzeal de Științele Naturii, Galați | Cimec    |
|      | Netta rufina; Pallas 1773             | Descoperit: jud. TULCEA, Ghiol Căciulați Dimensiuni: L=56,56 mm; D=38,93 mm.                                 | Ou de formă ovală, cu capetele rotunjite; coaja este de culoare cenușie, uneori ușor verzuie. Ponta este formată din 8-10 ouă.                                                                                            | Complexul Muzeal de Științele Naturii, Galați | Cimec    |
|      | Netta rufina; Pallas 1773             | Descoperit: jud. TULCEA, Ghiol Căciulați Dimensiuni: L=55,15 mm; D=40,96 mm.                                 | Ou de formă ovală, cu capetele rotunjite; coaja este de culoare cenușie, uneori ușor verzuie. Ponta este formată din 8-10 ouă.                                                                                            | Complexul Muzeal de Științele Naturii, Galați | Cimec    |
|      | Netta rufina; Pallas 1773             | Descoperit: jud. TULCEA, Ghiol Căciulați Dimensiuni: L=56,82 mm; D=40,04 mm.                                 | Ou de formă ovală, cu capetele rotunjite; coaja este de culoare cenușie, uneori ușor verzuie. Ponta este formată din 8-10 ouă.                                                                                            | Complexul Muzeal de Științele Naturii, Galați | Cimec    |
|      | Netta rufina; Pallas 1773             | Descoperit: jud. TULCEA, Ghiol Căciulați Dimensiuni: L=58,53 mm; D=40,79 mm.                                 | | Complexul Muzeal de Științele Naturii, Galați | Cimec    |
|      | Pernis apivorus; Linnaeus 1758        | Descoperit: jud. TULCEA, com. LUNCAVIȚA, LUNCAVIȚA, Valea Boului Dimensiuni: L=54,33 mm; D=42,94 mm.         | Ou de formă ovală, cu capetele rotunjite; coaja este mată, de culoare maron-roșiatică, uneori presărată cu mici pete albe. Ponta este formată din 2 ouă.                                                                  | Complexul Muzeal de Științele Naturii, Galați | Cimec    |
|      | Pernis apivorus; Linnaeus 1758        | Descoperit: jud. TULCEA, com. LUNCAVIȚA, LUNCAVIȚA, Valea Boului Dimensiuni: L=56,96 mm; D=43,89 mm.         | Ou de formă ovală, cu capetele rotunjite; coaja este mată, de culoare maron-roșiatică, uneori presărată cu mici pete albe. Ponta este formată din 2 ouă.                                                                  | Complexul Muzeal de Științele Naturii, Galați | Cimec    |
|      | Pernis apivorus; Linnaeus 1758        | Descoperit: jud. TULCEA, com. LUNCAVIȚA, LUNCAVIȚA, Valea Boului Dimensiuni: L=56,27 mm; D=44,34 mm.         | Ou de formă ovală, cu capetele rotunjite; coaja este mată, de culoare maron-roșiatică, uneori presărată cu mici pete albe. Ponta este formată din 2 ouă.                                                                  | Complexul Muzeal de Științele Naturii, Galați | Cimec    |
|      | Pernis apivorus; Linnaeus 1758        | Descoperit: jud. TULCEA, com. LUNCAVIȚA, LUNCAVIȚA, Valea Boului Dimensiuni: L=55,41 mm; D=43,47 mm.         | Ou de formă ovală, cu capetele rotunjite; coaja este mată, de culoare maron-roșiatică, uneori presărată cu mici pete albe. Ponta este formată din 2 ouă.                                                                  | Complexul Muzeal de Științele Naturii, Galați | Cimec    |
|      | Milvus migrans; Boddaert 1783         | Descoperit: jud. ILFOV, com. CERNICA, CERNICA, Pădurea Cernica Dimensiuni: L=52,39 mm; D=43,83 mm            | Ou de formă ovală, rotunjit la capete; coaja de culoare alb-mat cu pete roșii-brune, foarte rar fără. Ponta este formată din 2-3 ouă.                                                                                     | Complexul Muzeal de Științele Naturii, Galați | Cimec    |
|      | Milvus migrans; Boddaert 1783         | Descoperit: jud. ILFOV, com. CERNICA, CERNICA, Pădurea Cernica Dimensiuni: L=51,59 mm; D=44,41 mm.           | Ou de formă ovală, rotunjit la capete; coaja de culoare alb-mat cu pete roșii-brune, foarte rar fără. Ponta este formată din 2-3 ouă.                                                                                     | Complexul Muzeal de Științele Naturii, Galați | Cimec    |
|      | Milvus migrans; Boddaert 1783         | Descoperit: jud. ILFOV, com. CERNICA, CERNICA, Pădurea Cernica Dimensiuni: L=51,43 mm; D=44,19 mm.           | Ou de formă ovală, rotunjit la capete; coaja de culoare alb-mat cu pete roșii-brune, foarte rar fără. Ponta este formată din 2-3 ouă.                                                                                     | Complexul Muzeal de Științele Naturii, Galați | Cimec    |
|      | Milvus migrans; Boddaert 1783         | Descoperit: jud. ILFOV, com. CERNICA, CERNICA, Pădurea Cernica Dimensiuni: L=58,72 mm; D=44,88 mm.           | Ou de formă ovală, rotunjit la capete; coaja de culoare alb-mat cu pete roșii-brune, foarte rar fără. Ponta este formată din 2-3 ouă.                                                                                     | Complexul Muzeal de Științele Naturii, Galați | Cimec    |
|      | Milvus migrans; Boddaert 1783         | Descoperit: jud. ILFOV, com. CERNICA, CERNICA, Pădurea Cernica Dimensiuni: L=55,57 mm; D=45,55 mm.           | Ou de formă ovală, rotunjit la capete; coaja de culoare alb-mat cu pete roșii-brune, foarte rar fără. Ponta este formată din 2-3 ouă.                                                                                     | Complexul Muzeal de Științele Naturii, Galați | Cimec    |
|      | Milvus migrans; Boddaert 1783         | Descoperit: jud. ILFOV, com. BRĂNEȘTI, BRĂNEȘTI, Pădurea Pasărea Dimensiuni: L=53,73 mm; D=42,43 mm.         | Ou de formă ovală, rotunjit la capete; coaja de culoare alb-mat cu pete roșii-brune, foarte rar fără. Ponta este formată din 2-3 ouă.                                                                                     | Complexul Muzeal de Științele Naturii, Galați | Cimec    |
|      | Milvus migrans; Boddaert 1783         | Descoperit: jud. ILFOV, com. CERNICA, CERNICA, Pădurea Cernica Dimensiuni: L=55,04 mm; D=44,05 mm.           | Ou de formă ovală, rotunjit la capete; coaja de culoare alb-mat cu pete roșii-brune, foarte rar fără. Ponta este formată din 2-3 ouă.                                                                                     | Complexul Muzeal de Științele Naturii, Galați | Cimec    |
|      | Milvus migrans; Boddaert 1783         | Descoperit: jud. ILFOV, com. CERNICA, CERNICA, Pădurea Cernica Dimensiuni: L=57,65 mm; D=44,58 mm.           | Ou de formă ovală, rotunjit la capete; coaja de culoare alb-mat cu pete roșii-brune, foarte rar fără. Ponta este formată din 2-3 ouă.                                                                                     | Complexul Muzeal de Științele Naturii, Galați | Cimec    |
|      | Milvus migrans; Boddaert 1783         | Descoperit: jud. ILFOV, com. CERNICA, CERNICA, Pădurea Cernica Dimensiuni: L=69,02 mm; D=51,09 mm.           | Ou de formă ovală, rotunjit la capete; coaja de culoare alb-mat cu pete roșii-brune, foarte rar fără. Ponta este formată din 2-3 ouă.                                                                                     | Complexul Muzeal de Științele Naturii, Galați | Cimec    |
|      | Milvus migrans; Boddaert 1783         | Descoperit: jud. ILFOV, com. CERNICA, CERNICA, Pădurea Cernica Dimensiuni: L=53,24 mm; D=41,54 mm.           | Ou de formă ovală, rotunjit la capete; coaja de culoare alb-mat cu pete roșii-brune, foarte rar fără. Ponta este formată din 2-3 ouă.                                                                                     | Complexul Muzeal de Științele Naturii, Galați | Cimec    |
|      | Milvus migrans; Boddaert 1783         | Descoperit: jud. GIURGIU, com. COMANA, Pădurea Comana Dimensiuni: L=54,60 mm; D=41,70 mm.                    | Ou de formă ovală, rotunjit la capete; coaja de culoare alb-mat cu pete roșii-brune, foarte rar fără. Ponta este formată din 2-3 ouă.                                                                                     | Complexul Muzeal de Științele Naturii, Galați | Cimec    |
|      | Milvus migrans; Boddaert 1783         | Descoperit: jud. GIURGIU, com. COMANA, Pădurea Comana Dimensiuni: L=62,54 mm; D=41,29 mm.                    | Ou de formă ovală, rotunjit la capete; coaja de culoare alb-mat cu pete roșii-brune, foarte rar fără. Ponta este formată din 2-3 ouă.                                                                                     | Complexul Muzeal de Științele Naturii, Galați | Cimec    |
|      | Milvus migrans; Boddaert 1783         | Descoperit: jud. GIURGIU, com. COMANA, Pădurea Comana Dimensiuni: L=53,86 mm; D=40,35 mm.                    | Ou de formă ovală, rotunjit la capete; coaja de culoare alb-mat cu pete roșii-brune, foarte rar fără. Ponta este formată din 2-3 ouă.                                                                                     | Complexul Muzeal de Științele Naturii, Galați | Cimec    |
|      | Circus aeruginosus; Linnaeus 1758     | Descoperit: jud. BUZĂU (actual județul Prahova), Călmățui-Gradiște Dimensiuni: L=48,93 mm; D=37,55 mm.       | Ou oval, rotunjit la capete; coaja este mată, de culoare albăstruie sau verzui-albicioasă, uneori cu mici pete roșiatice. Ponta este formată din 3-8 ouă.                                                                 | Complexul Muzeal de Științele Naturii, Galați | Cimec    |
|      | Circus aeruginosus; Linnaeus 1758     | Descoperit: jud. BUZĂU (actual județul Prahova), Călmățui-Gradiște Dimensiuni: L=50,30 mm; D=36,98 mm.       | Ou oval, rotunjit la capete; coaja este mată, de culoare albăstruie sau verzui-albicioasă, uneori cu mici pete roșiatice. Ponta este formată din 3-8 ouă.                                                                 | Complexul Muzeal de Științele Naturii, Galați | Cimec    |
|      | Circus aeruginosus; Linnaeus 1758     | Descoperit: jud. BUZĂU (actual județul Prahova), Călmățui-Gradiște Dimensiuni: L=50,38 mm; D=36,80 mm.       | Ou oval, rotunjit la capete; coaja este mată, de culoare albăstruie sau verzui-albicioasă, uneori cu mici pete roșiatice. Ponta este formată din 3-8 ouă.                                                                 | Complexul Muzeal de Științele Naturii, Galați | Cimec    |
|      | Circus aeruginosus; Linnaeus 1758     | Descoperit: jud. BUZĂU (actual județul Prahova), Călmățui-Gradiște Dimensiuni: L=40,81 mm; D=36,52 mm.       | Ou oval, rotunjit la capete; coaja este mată, de culoare albăstruie sau verzui-albicioasă, uneori cu mici pete roșiatice. Ponta este formată din 3-8 ouă.                                                                 | Complexul Muzeal de Științele Naturii, Galați | Cimec    |
|      | Circus aeruginosus; Linnaeus 1758     | Descoperit: jud. BUZĂU (actual județul Prahova), Călmățui-Gradiște Dimensiuni: L=48,98 mm; D=34,64 mm.       | Ou oval, rotunjit la capete; coaja este mată, de culoare albăstruie sau verzui-albicioasă, uneori cu mici pete roșiatice. Ponta este formată din 3-8 ouă.                                                                 | Complexul Muzeal de Științele Naturii, Galați | Cimec    |
|      | Circus aeruginosus; Linnaeus 1758     | Descoperit: jud. BUZĂU (actual județul Prahova), Balta Colacu - Grădiște Dimensiuni: L=45,26 mm; D=39,03 mm. | Ou oval, rotunjit la capete; coaja este mată, de culoare albăstruie sau verzui-albicioasă, uneori cu mici pete roșiatice. Ponta este formată din 3-8 ouă.                                                                 | Complexul Muzeal de Științele Naturii, Galați | Cimec    |
|      | Circus aeruginosus; Linnaeus 1758     | Descoperit: jud. BUZĂU (actual județul Prahova), Balta Colacu - Grădiște Dimensiuni: L=49,60 mm; D=37,69 mm. | Ou oval, rotunjit la capete; coaja este mată, de culoare albăstruie sau verzui-albicioasă, uneori cu mici pete roșiatice. Ponta este formată din 3-8 ouă.                                                                 | Complexul Muzeal de Științele Naturii, Galați | Cimec    |
|      | Circus aeruginosus; Linnaeus 1758     | Descoperit: jud. BUZĂU (actual județul Prahova), Balta Colacu - Grădiște Dimensiuni: L=49,28 mm; D=37,76 mm. | Ou oval, rotunjit la capete; coaja este mată, de culoare albăstruie sau verzui-albicioasă, uneori cu mici pete roșiatice. Ponta este formată din 3-8 ouă.                                                                 | Complexul Muzeal de Științele Naturii, Galați | Cimec    |
|      | Milvus migrans; Boddaert 1783         | Descoperit: jud. MUREȘ, com. ZAU DE CÂMPIE, ZAU DE CÂMPIE Dimensiuni: L=57,67 mm; D=43,70 mm.                | Ou de formă ovală, rotunjit la capete; coaja de culoare alb-mat cu pete roșii-brune, foarte rar fără. Ponta este formată din 2-3 ouă.                                                                                     | Complexul Muzeal de Științele Naturii, Galați | Cimec    |
|      | Circus aeruginosus; Linnaeus 1758     | Descoperit: jud. BUZĂU (actual județul Prahova), Balta Colacu - Grădiște Dimensiuni: L=47,87 mm; D=37,76 mm. | Ou oval, rotunjit la capete; coaja este mată, de culoare albăstruie sau verzui-albicioasă, uneori cu mici pete roșiatice. Ponta este formată din 3-8 ouă.                                                                 | Complexul Muzeal de Științele Naturii, Galați | Cimec    |
|      | Falco subbuteo; Linnaeus 1758         | Descoperit: jud. BUZĂU, Pădurea Constantinescu-Dumbrava Dimensiuni: L=41,56mm; D=3306mm.                     | Ou de formă ovală, cu capetele rotunjite; coaja este mată, de culoare maron-gălbui, cu fine pete roșu-maroniu. Ponta este formată din 3 ouă.                                                                              | Complexul Muzeal de Științele Naturii, Galați | Cimec    |
|      | Falco tinnunculus; Linnaeus 1758      | Descoperit: jud. BUZĂU (actual județul Prahova), Grădiște Dimensiuni: L=41,74 mm; D=32,48 mm.                | Ou de formă ovală, rotunjit la capete; coaja este mată, de culoare albă sau roșiatică-maron, cu puncte roșii-maronii. Ponta este formată din 3-6 ouă.                                                                     | Complexul Muzeal de Științele Naturii, Galați | Cimec    |
|      | Falco tinnunculus; Linnaeus 1758      | Descoperit: jud. BUZĂU (actual județul Prahova), Grădiște Dimensiuni: L=40,46 mm; D=30,15 mm.                | Ou de formă ovală, rotunjit la capete; coaja este mată, de culoare albă sau roșiatică-maron, cu puncte roșii-maronii. Ponta este formată din 3-6 ouă.                                                                     | Complexul Muzeal de Științele Naturii, Galați | Cimec    |
|      | Falco tinnunculus; Linnaeus 1758      | Descoperit: jud. BUZĂU (actual județul Prahova), Grădiște Dimensiuni: L=37,09 mm; D=30,85 mm.                | Ou de formă ovală, rotunjit la capete; coaja este mată, de culoare albă sau roșiatică-maron, cu puncte roșii-maronii. Ponta este formată din 3-6 ouă.                                                                     | Complexul Muzeal de Științele Naturii, Galați | Cimec    |
|      | Falco tinnunculus; Linnaeus 1758      | Descoperit: jud. BUZĂU (actual județul Prahova), Grădiște Dimensiuni: L=37,93 mm; D=30,13 mm.                | Ou de formă ovală, rotunjit la capete; coaja este mată, de culoare albă sau roșiatică-maron, cu puncte roșii-maronii. Ponta este formată din 3-6 ouă.                                                                     | Complexul Muzeal de Științele Naturii, Galați | Cimec    |
|      | Falco tinnunculus; Linnaeus 1758      | Descoperit: jud. BUZĂU (actual județul Prahova), Grădiște Dimensiuni: L=40,03 mm; D=30,37 mm.                | Ou de formă ovală, rotunjit la capete; coaja este mată, de culoare albă sau roșiatică-maron, cu puncte roșii-maronii. Ponta este formată din 3-6 ouă.                                                                     | Complexul Muzeal de Științele Naturii, Galați | Cimec    |
|      | Falco tinnunculus; Linnaeus 1758      | Descoperit: Cetatea Albă, Ucraina Dimensiuni: L=40,47 mm; D=32,49 mm.                                        | Ou de formă ovală, rotunjit la capete; coaja este mată, de culoare albă sau roșiatică-maron, cu puncte roșii-maronii. Ponta este formată din 3-6 ouă.                                                                     | Complexul Muzeal de Științele Naturii, Galați | Cimec    |
|      | Falco tinnunculus; Linnaeus 1758      | Descoperit: jud. CĂLĂRAȘI, com. BORCEA, Insula Borcea Dimensiuni: L=39,05 mm; D=31,85 mm.                    | Ou de formă ovală, rotunjit la capete; coaja este mată, de culoare albă sau roșiatică-maron, cu puncte roșii-maronii. Ponta este formată din 3-6 ouă.                                                                     | Complexul Muzeal de Științele Naturii, Galați | Cimec    |
|      | Falco tinnunculus; Linnaeus 1758      | Descoperit: jud. CĂLĂRAȘI, com. BORCEA, Insula Borcea Dimensiuni: L=38,80 mm; D=30,75 mm.                    | Ou de formă ovală, rotunjit la capete; coaja este mată, de culoare albă sau roșiatică-maron, cu puncte roșii-maronii. Ponta este formată din 3-6 ouă.                                                                     | Complexul Muzeal de Științele Naturii, Galați | Cimec    |
|      | Falco tinnunculus; Linnaeus 1758      | Descoperit: jud. CĂLĂRAȘI, com. BORCEA, Insula Borcea Dimensiuni: L=39,79 mm; D=31,39 mm.                    | Ou de formă ovală, rotunjit la capete; coaja este mată, de culoare albă sau roșiatică-maron, cu puncte roșii-maronii. Ponta este formată din 3-6 ouă.                                                                     | Complexul Muzeal de Științele Naturii, Galați | Cimec    |
|      | Falco tinnunculus; Linnaeus 1758      | Descoperit: jud. CĂLĂRAȘI, com. BORCEA, Insula Borcea Dimensiuni: L=38,98 mm; D=32,74 mm.                    | Ou de formă ovală, rotunjit la capete; coaja este mată, de culoare albă sau roșiatică-maron, cu puncte roșii-maronii. Ponta este formată din 3-6 ouă.                                                                     | Complexul Muzeal de Științele Naturii, Galați | Cimec    |
|      | Falco tinnunculus; Linnaeus 1758      | Descoperit: jud. CĂLĂRAȘI, com. DOR MĂRUNT, Dâlga Dimensiuni: L=41,74 mm;D=30,48 mm.                         | Ou de formă ovală, rotunjit la capete; coaja este mată, de culoare albă sau roșiatică-maron, cu puncte roșii-maronii. Ponta este formată din 3-6 ouă.                                                                     | Complexul Muzeal de Științele Naturii, Galați | Cimec    |
|      | Falco tinnunculus; Linnaeus 1758      | Descoperit: jud. CĂLĂRAȘI, com. DOR MĂRUNT, Dâlga Dimensiuni: L=38,18 mm; D=31,54 mm.                        | Ou de formă ovală, rotunjit la capete; coaja este mată, de culoare albă sau roșiatică-maron, cu puncte roșii-maronii. Ponta este formată din 3-6 ouă.                                                                     | Complexul Muzeal de Științele Naturii, Galați | Cimec    |
|      | Falco tinnunculus; Linnaeus 1758      | Descoperit: jud. CĂLĂRAȘI, com. DOR MĂRUNT, Dâlga Dimensiuni: L=37,89 mm;D=31,28 mm.                         | Ou de formă ovală, rotunjit la capete; coaja este mată, de culoare albă sau roșiatică-maron, cu puncte roșii-maronii. Ponta este formată din 3-6 ouă.                                                                     | Complexul Muzeal de Științele Naturii, Galați | Cimec    |
|      | Falco tinnunculus; Linnaeus 1758      | Descoperit: jud. CĂLĂRAȘI, com. DOR MĂRUNT, Dâlga Dimensiuni: L=38,98 mm; D=31,20 mm.                        | Ou de formă ovală, rotunjit la capete; coaja este mată, de culoare albă sau roșiatică-maron, cu puncte roșii-maronii. Ponta este formată din 3-6 ouă.                                                                     | Complexul Muzeal de Științele Naturii, Galați | Cimec    |
|      | Falco tinnunculus; Linnaeus 1758      | Descoperit: jud. CĂLĂRAȘI, com. DOR MĂRUNT, Dâlga Dimensiuni: L=38,28 mm; D=31,16 mm.                        | Ou de formă ovală, rotunjit la capete; coaja este mată, de culoare albă sau roșiatică-maron, cu puncte roșii-maronii. Ponta este formată din 3-6 ouă.                                                                     | Complexul Muzeal de Științele Naturii, Galați | Cimec    |
|      | Falco tinnunculus; Linnaeus 1758      | Descoperit: jud. CĂLĂRAȘI, com. DOR MĂRUNT, Dâlga Dimensiuni: L=36,77 mm; D=29,74 mm.                        | Ou de formă ovală, rotunjit la capete; coaja este mată, de culoare albă sau roșiatică-maron, cu puncte roșii-maronii. Ponta este formată din 3-6 ouă.                                                                     | Complexul Muzeal de Științele Naturii, Galați | Cimec    |
|      | Falco tinnunculus; Linnaeus 1758      | Descoperit: jud. CĂLĂRAȘI, com. DOR MĂRUNT, Dâlga Dimensiuni: L=36,76 mm; D=29,48 mm.                        | Ou de formă ovală, rotunjit la capete; coaja este mată, de culoare albă sau roșiatică-maron, cu puncte roșii-maronii. Ponta este formată din 3-6 ouă.                                                                     | Complexul Muzeal de Științele Naturii, Galați | Cimec    |
|      | Falco tinnunculus; Linnaeus 1758      | Descoperit: jud. CĂLĂRAȘI, com. DOR MĂRUNT, Dâlga Dimensiuni: L=35,68 mm; D=29,15 mm.                        | Ou de formă ovală, rotunjit la capete; coaja este mată, de culoare albă sau roșiatică-maron, cu puncte roșii-maronii. Ponta este formată din 3-6 ouă.                                                                     | Complexul Muzeal de Științele Naturii, Galați | Cimec    |
|      | Falco tinnunculus; Linnaeus 1758      | Descoperit: jud. CĂLĂRAȘI, com. DOR MĂRUNT, Dâlga Dimensiuni: L=37,69 mm; D=29,83 mm.                        | Ou de formă ovală, rotunjit la capete; coaja este mată, de culoare albă sau roșiatică-maron, cu puncte roșii-maronii. Ponta este formată din 3-6 ouă.                                                                     | Complexul Muzeal de Științele Naturii, Galați | Cimec    |
|      | Falco tinnunculus; Linnaeus 1758      | Descoperit: jud. CĂLĂRAȘI, com. DOR MĂRUNT, Dâlga Dimensiuni: L=35,28 mm; D=27,12 mm.                        | Ou de formă ovală, rotunjit la capete; coaja este mată, de culoare albă sau roșiatică-maron, cu puncte roșii-maronii. Ponta este formată din 3-6 ouă.                                                                     | Complexul Muzeal de Științele Naturii, Galați | Cimec    |
|      | Falco tinnunculus; Linnaeus 1758      | Descoperit: jud. BUZĂU (actual județul Prahova), Grădiște Dimensiuni: L=39,50 mm; D=30,61 mm.                | Ou de formă ovală, rotunjit la capete; coaja este mată, de culoare albă sau roșiatică-maron, cu puncte roșii-maronii. Ponta este formată din 3-6 ouă.                                                                     | Complexul Muzeal de Științele Naturii, Galați | Cimec    |
|      | Falco tinnunculus; Linnaeus 1758      | Descoperit: jud. BUZĂU (actual județul Prahova), Grădiște Dimensiuni: L=38,88 mm; D=31,29 mm.                | Ou de formă ovală, rotunjit la capete; coaja este mată, de culoare albă sau roșiatică-maron, cu puncte roșii-maronii. Ponta este formată din 3-6 ouă.                                                                     | Complexul Muzeal de Științele Naturii, Galați | Cimec    |
|      | Falco tinnunculus; Linnaeus 1758      | Descoperit: jud. BUZĂU (actual județul Prahova), Grădiște Dimensiuni: L=39,63 mm; D=30,39 mm.                | Ou de formă ovală, rotunjit la capete; coaja este mată, de culoare albă sau roșiatică-maron, cu puncte roșii-maronii. Ponta este formată din 3-6 ouă.                                                                     | Complexul Muzeal de Științele Naturii, Galați | Cimec    |
|      | Falco tinnunculus; Linnaeus 1758      | Descoperit: jud. BUZĂU (actual județul Prahova), Grădiște Dimensiuni: L=38,94 mm; D=30,50 mm.                | Ou de formă ovală, rotunjit la capete; coaja este mată, de culoare albă sau roșiatică-maron, cu puncte roșii-maronii. Ponta este formată din 3-6 ouă.                                                                     | Complexul Muzeal de Științele Naturii, Galați | Cimec    |
|      | Falco tinnunculus; Linnaeus 1758      | Descoperit: jud. BUZĂU (actual județul Prahova), Grădiște Dimensiuni: L=40,42 mm; D=31,44 mm.                | Ou de formă ovală, rotunjit la capete; coaja este mată, de culoare albă sau roșiatică-maron, cu puncte roșii-maronii. Ponta este formată din 3-6 ouă.                                                                     | Complexul Muzeal de Științele Naturii, Galați | Cimec    |
|      | Falco tinnunculus; Linnaeus 1758      | Descoperit: jud. BUZĂU (actual județul Prahova), Grădiște Dimensiuni: L=39,04 mm; D=31,74 mm.                | Ou de formă ovală, rotunjit la capete; coaja este mată, de culoare albă sau roșiatică-maron, cu puncte roșii-maronii. Ponta este formată din 3-6 ouă.                                                                     | Complexul Muzeal de Științele Naturii, Galați | Cimec    |
|      | Falco tinnunculus; Linnaeus 1758      | Descoperit: jud. BUZĂU (actual județul Prahova), Grădiște Dimensiuni: L=38,94 mm; D=31,13 mm.                | Ou de formă ovală, rotunjit la capete; coaja este mată, de culoare albă sau roșiatică-maron, cu puncte roșii-maronii. Ponta este formată din 3-6 ouă.                                                                     | Complexul Muzeal de Științele Naturii, Galați | Cimec    |
|      | Falco tinnunculus; Linnaeus 1758      | Descoperit: jud. BUZĂU (actual județul Prahova), Grădiște Dimensiuni: L=37,91 mm; D=29,45 mm.                | Ou de formă ovală, rotunjit la capete; coaja este mată, de culoare albă sau roșiatică-maron, cu puncte roșii-maronii. Ponta este formată din 3-6 ouă.                                                                     | Complexul Muzeal de Științele Naturii, Galați | Cimec    |
|      | Falco tinnunculus; Linnaeus 1758      | Descoperit: jud. BUZĂU (actual județul Prahova), Grădiște Dimensiuni: L=37,12 mm; D=29,87 mm.                | Ou de formă ovală, rotunjit la capete; coaja este mată, de culoare albă sau roșiatică-maron, cu puncte roșii-maronii. Ponta este formată din 3-6 ouă.                                                                     | Complexul Muzeal de Științele Naturii, Galați | Cimec    |
|      | Falco tinnunculus; Linnaeus 1758      | Descoperit: jud. BUZĂU (actual județul Prahova), Grădiște Dimensiuni: L=40,06 mm; D=32,89 mm.                | Ou de formă ovală, rotunjit la capete; coaja este mată, de culoare albă sau roșiatică-maron, cu puncte roșii-maronii. Ponta este formată din 3-6 ouă.                                                                     | Complexul Muzeal de Științele Naturii, Galați | Cimec    |
|      | Falco tinnunculus; Linnaeus 1758      | Descoperit: jud. IALOMIȚA, Pădurea Putinei, Cămpia Bărăganului Dimensiuni: L=41,20 mm; D=29,84 mm.           | Ou de formă ovală, rotunjit la capete; coaja este mată, de culoare albă sau roșiatică-maron, cu puncte roșii-maronii. Ponta este formată din 3-6 ouă.                                                                     | Complexul Muzeal de Științele Naturii, Galați | Cimec    |
|      | Falco tinnunculus; Linnaeus 1758      | Descoperit: jud. IALOMIȚA, Pădurea Putinei, Cămpia Bărăganului Dimensiuni: L=40,14 mm; D=31,42 mm.           | Ou de formă ovală, rotunjit la capete; coaja este mată, de culoare albă sau roșiatică-maron, cu puncte roșii-maronii. Ponta este formată din 3-6 ouă.                                                                     | Complexul Muzeal de Științele Naturii, Galați | Cimec    |
|      | Falco tinnunculus; Linnaeus 1758      | Descoperit: jud. IALOMIȚA, Pădurea Putinei, Cămpia Bărăganului Dimensiuni: L=38,80 mm; D=31,80 mm.           | Ou de formă ovală, rotunjit la capete; coaja este mată, de culoare albă sau roșiatică-maron, cu puncte roșii-maronii. Ponta este formată din 3-6 ouă.                                                                     | Complexul Muzeal de Științele Naturii, Galați | Cimec    |
|      | Falco tinnunculus; Linnaeus 1758      | Descoperit: jud. IALOMIȚA, Pădurea Putinei, Cămpia Bărăganului Dimensiuni: L=39,13 mm; D=31,65 mm.           | Ou de formă ovală, rotunjit la capete; coaja este mată, de culoare albă sau roșiatică-maron, cu puncte roșii-maronii. Ponta este formată din 3-6 ouă.                                                                     | Complexul Muzeal de Științele Naturii, Galați | Cimec    |
|      | Falco tinnunculus; Linnaeus 1758      | Descoperit: jud. MUREȘ, com. ZĂU DE CÂMPIE, Zău de Câmpie Dimensiuni: L=39,88 mm; D=32,43 mm.                | Ou de formă ovală, rotunjit la capete; coaja este mată, de culoare albă sau roșiatică-maron, cu puncte roșii-maronii. Ponta este formată din 3-6 ouă.                                                                     | Complexul Muzeal de Științele Naturii, Galați | Cimec    |
|      | Falco tinnunculus; Linnaeus 1758      | Descoperit: jud. TULCEA, com. C.A. ROSETTI, LETEA, Pădurea Letea Dimensiuni: L=38,31 mm; D=30,41 mm.         | Ou de formă ovală, rotunjit la capete; coaja este mată, de culoare albă sau roșiatică-maron, cu puncte roșii-maronii. Ponta este formată din 3-6 ouă.                                                                     | Complexul Muzeal de Științele Naturii, Galați | Cimec    |
|      | Falco tinnunculus; Linnaeus 1758      | Descoperit: jud. TULCEA, com. C.A. ROSETTI, LETEA, Pădurea Letea Dimensiuni: L=39,15 mm; D=30,41 mm.         | Ou de formă ovală, rotunjit la capete; coaja este mată, de culoare albă sau roșiatică-maron, cu puncte roșii-maronii. Ponta este formată din 3-6 ouă.                                                                     | Complexul Muzeal de Științele Naturii, Galați | Cimec    |
|      | Falco tinnunculus; Linnaeus 1758      | Descoperit: jud. IALOMIȚA, com. MĂRCULEȘTI, MĂRCULEȘTI Dimensiuni: L=38,31 mm, D=31,26 mm.                   | Ou de formă ovală, rotunjit la capete; coaja este mată, de culoare albă sau roșiatică-maron, cu puncte roșii-maronii. Ponta este formată din 3-6 ouă.                                                                     | Complexul Muzeal de Științele Naturii, Galați | Cimec    |
|      | Falco tinnunculus; Linnaeus 1758      | Descoperit: jud. IALOMIȚA, com. MĂRCULEȘTI, MĂRCULEȘTI Dimensiuni: L=38,30 mm; D=31,02 mm.                   | Ou de formă ovală, rotunjit la capete; coaja este mată, de culoare albă sau roșiatică-maron, cu puncte roșii-maronii. Ponta este formată din 3-6 ouă.                                                                     | Complexul Muzeal de Științele Naturii, Galați | Cimec    |
|      | Tetrao urogallus; Linnaeus 1758       | Descoperit: jud. SIBIU, Oașa Dimensiuni: L=58,29 mm; D=41,63 mm.                                             | Ou de formă ovală, rotunjit la capete; coaja este netedă și lucioasă, de culoare gălbui-albă, cu puține dungi maronii. Ponta este formată din 7-11 ouă.                                                                   | Complexul Muzeal de Științele Naturii, Galați | Cimec    |
|      | Tetrao urogallus; Linnaeus 1758       | Descoperit: jud. SIBIU, Oașa Dimensiuni: L=59,21 mm; D=41,27 mm.                                             | Ou de formă ovală, rotunjit la capete; coaja este netedă și lucioasă, de culoare gălbui-albă, cu puține dungi maronii. Ponta este formată din 7-11 ouă.                                                                   | Complexul Muzeal de Științele Naturii, Galați | Cimec    |
|      | Tetrao urogallus; Linnaeus 1758       | Descoperit: jud. SIBIU, Oașa Dimensiuni: L=69,67mm; l=41,64 mm                                               | Ou de formă ovală, rotunjit la capete; coaja este netedă și lucioasă, de culoare gălbui-albă, cu puține dungi maronii. Ponta este formată din 7-11 ouă.                                                                   | Complexul Muzeal de Științele Naturii, Galați | Cimec    |
|      | Coturnix coturnix; Linnaeus 1758      | Descoperit: Purcari-Cetatea Albă, Ucraina Dimensiuni: L=30,93 mm, D=22,50 mm.                                | Ou de formă ovală, rotunjit la capete; coaja este netedă, lucioasă, de culoare crem-albicioasă, cu pete maronii. Ponta este formată din 8-13 ouă.                                                                         | Complexul Muzeal de Științele Naturii, Galați | Cimec    |
|      | Coturnix coturnix; Linnaeus 1758      | Descoperit: Purcari-Cetatea Albă, Ucraina Dimensiuni: L=30,72 mm; D=22,30 mm.                                | Ou de formă ovală, rotunjit la capete; coaja este netedă, lucioasă, de culoare crem-albicioasă, cu pete maronii. Ponta este formată din 8-13 ouă.                                                                         | Complexul Muzeal de Științele Naturii, Galați | Cimec    |
|      | Coturnix coturnix; Linnaeus 1758      | Descoperit: Purcari-Cetatea Albă, Ucraina Dimensiuni: L=30,70 mm; D=23,16 mm.                                | Ou de formă ovală, rotunjit la capete; coaja este netedă, lucioasă, de culoare crem-albicioasă, cu pete maronii. Ponta este formată din 8-13 ouă.                                                                         | Complexul Muzeal de Științele Naturii, Galați | Cimec    |
|      | Coturnix coturnix; Linnaeus 1758      | Descoperit: Purcari-Cetatea Albă Dimensiuni: L=30,31 mm; D=23,17 mm.                                         | Ou de formă ovală, rotunjit la capete; coaja este netedă, lucioasă, de culoare crem-albicioasă, cu pete maronii. Ponta este formată din 8-13 ouă.                                                                         | Complexul Muzeal de Științele Naturii, Galați | Cimec    |
|      | Coturnix coturnix; Linnaeus 1758      | Descoperit: jud. BUZĂU (actual județul Prahova), Grădiște Dimensiuni: L=29,66 mm; D=22,78 mm.                | Ou de formă ovală, rotunjit la capete; coaja este netedă, lucioasă, de culoare crem-albicioasă, cu pete maronii. Ponta este formată din 8-13 ouă.                                                                         | Complexul Muzeal de Științele Naturii, Galați | Cimec    |
|      | Coturnix coturnix; Linnaeus 1758      | Descoperit: jud. BUZĂU (actual județul Prahova), Grădiște Dimensiuni: L=33,30 mm; D=23,21 mm.                | Ou de formă ovală, rotunjit la capete; coaja este netedă, lucioasă, de culoare crem-albicioasă, cu pete maronii. Ponta este formată din 8-13 ouă.                                                                         | Complexul Muzeal de Științele Naturii, Galați | Cimec    |
|      | Coturnix coturnix; Linnaeus 1758      | Descoperit: jud. BUZĂU (actual județul Prahova), Grădiște Dimensiuni: L=30,13 mm; D=22,74 mm.                | Ou de formă ovală, rotunjit la capete; coaja este netedă, lucioasă, de culoare crem-albicioasă, cu pete maronii. Ponta este formată din 8-13 ouă.                                                                         | Complexul Muzeal de Științele Naturii, Galați | Cimec    |
|      | Coturnix coturnix; Linnaeus 1758      | Descoperit: jud. BUZĂU (actual județul Prahova), Grădiște Dimensiuni: L=31,85 mm; D=24,46 mm.                | Ou de formă ovală, rotunjit la capete; coaja este netedă, lucioasă, de culoare crem-albicioasă, cu pete maronii. Ponta este formată din 8-13 ouă.                                                                         | Complexul Muzeal de Științele Naturii, Galați | Cimec    |
|      | Coturnix coturnix; Linnaeus 1758      | Descoperit: jud. BUZĂU (actual județul Prahova), Grădiște Dimensiuni: L=28,64 mm; D=22,72 mm.                | Ou de formă ovală, rotunjit la capete; coaja este netedă, lucioasă, de culoare crem-albicioasă, cu pete maronii. Ponta este formată din 8-13 ouă.                                                                         | Complexul Muzeal de Științele Naturii, Galați | Cimec    |
|      | Coturnix coturnix; Linnaeus 1758      | Descoperit: jud. BUZĂU (actual județul Prahova), Grădiște Dimensiuni: L=31,24 mm; D=24,53 mm.                | Ou de formă ovală, rotunjit la capete; coaja este netedă, lucioasă, de culoare crem-albicioasă, cu pete maronii. Ponta este formată din 8-13 ouă.                                                                         | Complexul Muzeal de Științele Naturii, Galați | Cimec    |
|      | Coturnix coturnix; Linnaeus 1758      | Descoperit: jud. BUZĂU (actual județul Prahova), Grădiște Dimensiuni: L=31,89 mm; D=24,38 mm.                | Ou de formă ovală, rotunjit la capete; coaja este netedă, lucioasă, de culoare crem-albicioasă, cu pete maronii. Ponta este formată din 8-13 ouă.                                                                         | Complexul Muzeal de Științele Naturii, Galați | Cimec    |
|      | Coturnix coturnix; Linnaeus 1758      | Descoperit: jud. BUZĂU (actual județul Prahova), Grădiște Dimensiuni: L=31,19 mm; D=24,01 mm.                | Ou de formă ovală, rotunjit la capete; coaja este netedă, lucioasă, de culoare crem-albicioasă, cu pete maronii. Ponta este formată din 8-13 ouă.                                                                         | Complexul Muzeal de Științele Naturii, Galați | Cimec    |
|      | Coturnix coturnix; Linnaeus 1758      | Descoperit: jud. BUZĂU (actual județul Prahova), Grădiște Dimensiuni: L=29,18mm; D=22,41 mm.                 | Ou de formă ovală, rotunjit la capete; coaja este netedă, lucioasă, de culoare crem-albicioasă, cu pete maronii. Ponta este formată din 8-13 ouă.                                                                         | Complexul Muzeal de Științele Naturii, Galați | Cimec    |
|      | Coturnix coturnix; Linnaeus 1758      | Descoperit: jud. BUZĂU (actual județul Prahova), Grădiște Dimensiuni: L=29,60 mm; D=22,66 mm.                | Ou de formă ovală, rotunjit la capete; coaja este netedă, lucioasă, de culoare crem-albicioasă, cu pete maronii. Ponta este formată din 8-13 ouă.                                                                         | Complexul Muzeal de Științele Naturii, Galați | Cimec    |
|      | Coturnix coturnix; Linnaeus 1758      | Descoperit: jud. BUZĂU (actual județul Prahova), Grădiște Dimensiuni: L=31,73 mm; D=22,29 mm.                | Ou de formă ovală, rotunjit la capete; coaja este netedă, lucioasă, de culoare crem-albicioasă, cu pete maronii. Ponta este formată din 8-13 ouă.                                                                         | Complexul Muzeal de Științele Naturii, Galați | Cimec    |